# جزيرة بالامبانغان
جزيرة بالامبانغان وهي جزيرة من جزر إندونيسيا، وتقع في إقليم كالمنتان الشرقية.